# باسم نعيم
باسم نعيم محمد نعيم (وُلد في 24 يناير 1963 في بيت حانون – ) طبيب وسياسي فلسطيني وأحد أعضاء حركة حماس. شغل منصب وزير الصحة في حكومة إسماعيل هنية الأولى، ومنصب وزير الشباب والرياضة في حكومة إسماعيل هنية الثانية. بعد الانقسام الفلسطيني في عام 2007، شغل منصب وزير الصحة في حكومة حماس 2007–2012. في عام 2012 صار عضو مكتب العلاقات الدولية في حركة حماس.
يحمل باسم نعيم إجازة في الطب من ألمانيا ودكتوراه في الجراحة. وكان قد عمل في مجمع الشفاء الطبي في مدينة غزة. تُوفيت زوجته إثر مرض عضال في عام 2010.